# 2321 Lužnice
2321 Lužnice este un asteroid din centura principală, descoperit pe 19 februarie 1980, de Zdeňka Vávrová.